# Солнцева, Лариса Александровна
Лариса Александровна Со́лнцева (1 ноября 1935, Днепропетровск, СССР — 31 декабря 2020, Кострома) — советская и российская актриса театра, телевизионный режиссёр. Народная артистка РСФСР (1983). Лауреат Государственной премии РСФСР имени К. С. Станиславского (1987).

## Биография
Родилась 1 ноября 1935 года в Днепропетровске. Отец, Александр Сергеевич Солнцев, был концертмейстером в местном оперном театре; мать, Лидия Андреевна Сахнова, работала врачом-стоматологом. В 1954 году окончила железнодорожную школу № 2 Днепропетровска.
В 1954—1958 годах училась на актёрском отделении факультета театра и кино КГИТИ имени И. К. Карпенко-Карого.
После этого вернулась в Днепропетровск и в 1958—1961 годах играла в Днепропетровском АДТ имени М. Горького. Затем переехала с мужем В. Косовым в Краснодар.
В 1961—1969 годах была актрисой Краснодарского драматического театра имени М. Горького.
В 1969—1993 годах — актриса Костромского драматического театра имени А. Н. Островского.
В 1994—2004 годах работала режиссёром в Костромской государственной телерадиокомпании. Принимала участие в создании программ «Палитра», «Человек года», «Правосудие», «Обретение», «5 минут поэзии». За кадром читала стихи классиков.
Скончалась 31 декабря 2020 года в Костроме.

## Семья
- первый муж — актёр театра В. Косов.
- второй муж — актёр театра А. Андреевский[4].

## Награды и премии
- заслуженная артистка РСФСР (13.08.1975)
- народная артистка РСФСР (30.03.1983).
- Государственная премия РСФСР имени К. С. Станиславского (1987) — за исполнение заглавной роли в спектакле «Васса Железнова» М. Горького (1987).
- Почётный гражданин города Костромы за большие заслуги в области культуры и искусства (1996).
- Театральная премия «Белая ворона» в номинации «Не потерять лица» (2002)[5].

## Работы в театре
- «Гроза» А. Н. Островского — Кабаниха
- «Последний взлёт» — мать
- «Сирано де Бержерак» Э. Ростана — Роксана
- «Макбет» Шекспира — леди Макбет
- «Мария Стюарт» Ф. Шиллера — Мария Стюарт[6]
- «Васса Железнова» М. Горького — Васса Борисовна Железнова